# Miguel Villafruela
Miguel VIllafruela (Holguín, Cuba, 1955) es un destacado saxofonista cubano.

## Formación académica
Miguel Villafruela comenzó a estudiar el saxofón en su pueblo natal de Holguín, Cuba, y los continuó en la Escuela Nacional de Artes de La Habana donde se graduó en 1976, bajo la asesoría de los profesores Osvaldo González y Carlos Averhoff. Más tarde él estudió con Daniel Deffayet en el Conservatoire National de Musique de París, donde obtuvo el Primer Premio de Saxophone en 1982. También recibió un Doctorado en Artes de la Universidad de Chile, y un Doctorado en Música en el Instituto Superior de Arte (ISA).

## Obra como solista
Miguel Villafruela ha realizado numerosas giras de concierto a través del mundo. Se ha presentado con las orquestas sinfónicas de Chile, Montevideo (Uruguay), Buenos Aires (Argentina), Bogotá (Colombia), Praga (Rep. Checa), Lisboa, (Portugal) así como con la Orquesta de Cámara de Eslovaquia, entre muchas otras. También ha participado en conciertos en las siguientes ciudades y teatros: Montreal, Quebec, Caracas, en el Teatro Colón de Buenos Aires, Tokio, Berlín, Madrid, Cochabamba, Valencia, Helsinki, Managua, Sofia, en la Salle Cortot de Paris, Annecy, Varsovia, Cracovia, Ciudad de México, Lisboa, Vilnius, Riga, Budapest, Bruselas, así como en otras ciudades de las Américas, Europa y Asia.
Villafruela ha participado en múltiples festivales internacionales como el Electroacoustic Music Festival de Bourges, el World Saxophone Congresses en Nuremberg (1982), los festivales de Maryland (1985), Tokyo (1988) y Valencia (1997) así como en el festival Saxophonies (Angers, France, 1990), en celebración del 150th anniversary del saxofón.
Miguel Villafruela incluye en su amplio repertorio las obras más significativas para saxofón solista, saxofón y orquesta y saxofón acompañado por medios electroacústicos, piano y otros instrumentos. Villafruela es un experto en música contemporánea y ha comisionado numerosas obras de importantes compositores, mientras que otros le han dedicado sus obras a él. Su extenso catálogo incluye música de los siguientes compositores: Juan Orrego Salas, Sergio Barroso, Juan Piñera y Armando Rodríguez Ruidíaz, entre muchos otros.

## Trabajo pedagógico
Villafruela es considerado una autoridad en las técnicas y el repertorio del saxofón. Él fundó la facultad de saxofón del Instituto Superior de Artes (ISA) de Cuba in 1982, y enseñó allí hasta 1993. Por invitación del departamento de música de la Universidad de Chile, él fundó en 1994 la primera facultad de estudios superiores de saxofón en ese país, y fungió como profesor titular de esa universidad. Él ha ofrecido talleres para Vandoren, Selmer and BG en Argentina y Chile, y es frecuentemente invitado a impartir clases magistrales en instituciones musicales de gran reputación a través del mundo.

## Distinciones y reconocimientos
Miguel Villafruela ha recibido numerosos premios de renombradas instituciones como el del International Rostrum of Young Interpreters (Bratislava, 1979), el del Leopold Bellan Contest (1980), el del Pyongyant Festival (1990), la Orden Nacional de la Cultura en Cuba (1986) y el de la Sociedad Chilena de Compositores en 2001. El incluso recibió el Gran Premio de la EGREM, Cuba, por el CD “Saxofón del Siglo” en 2002, el Instituto Superior de Arte (ISA) de La Habana le entregó un diploma por el Mérito Artístico en 2003, y la Universidad de Chile lo distinguió como “Mejor Docente de Pregrado.”